# FK MŠK Považská Bystrica
A FK RAVEN s.r.o. Vágbeszterce (szlovákul: FK Raven s.r.o. Považská Bystrica) egy félprofi labdarúgócsapat amely a Nyugat Szlovákiai Labdarúgó Szövetség által szervezett Nyugati Régió Bajnokságában szerepel a 2011/12-es szezonban. A klub székhelye Vágbesztercén, Szlovákiában található.

## Története
A klub története 2000-ben alakul. Rögtön az első évben megnyerte a járási bajnokság harmadik osztályát, a következő évben is sikerült a feljutás a 2002-2003-as szezont már a járási bajnokság első osztályában kezdte ahol három szezont töltött. 2004-2005-ös évben sikerült a feljutás az szlovák ötödik ligába, majd minden évben osztályt lépett a csapat, 2007-2008-as évet a szlovák harmadik ligában kezdte ahonnan a 2011-2012-es szezonban az átszervezések miatt kiesett Nyugati Régió Bajnokságában amely a negyedosztálynak felel meg.
A 2010-2011-es és 2011-2012-es szezonban elhódította a Nyugat Szlovákiai Labdarúgó Szövetség kupáját melynek hivatalos szlovák neve Pohár ZsFZ.